# I've Had Enough (chanson de Wings)
Singles de Paul McCartney et Wings
With a Little Luck
(1978) London Town
(1978)
Pistes de London Town
Girlfriend With a Little Luck
I've Had Enough est une chanson de Paul McCartney et Wings parue en mars 1978 sur l'album London Town. Elle est ensuite parue en single au mois de juin suivant.
Composée dans l'urgence, la chanson a été enregistrée à bord du bateau Fair Carol peu avant que le groupe ne fasse une pause à cause de la grossesse de Linda McCartney. Il s'agit également des dernières sessions voyant Jimmy McCulloch et Joe English jouer avec Wings.
Ce rock assez tonique aux tonalités Motown ne parvient pas à convaincre le public (qui le connaît déjà par l'album, bien classé dans les charts) : la chanson n'arrive qu'en 42e position au Royaume-Uni, et en 25e place des classements américains.